# Mašťovští z Kolovrat
Mašťovští z Kolovrat nebo též Kolowrat-Mašťovští, byli jednou z větví starobylého českého šlechtického rodu Kolovratů, která existovala od poloviny 15. století zřejmě do roku 1623. Psali se podle panství Mašťova v Ústeckém kraji

## Historie rodu

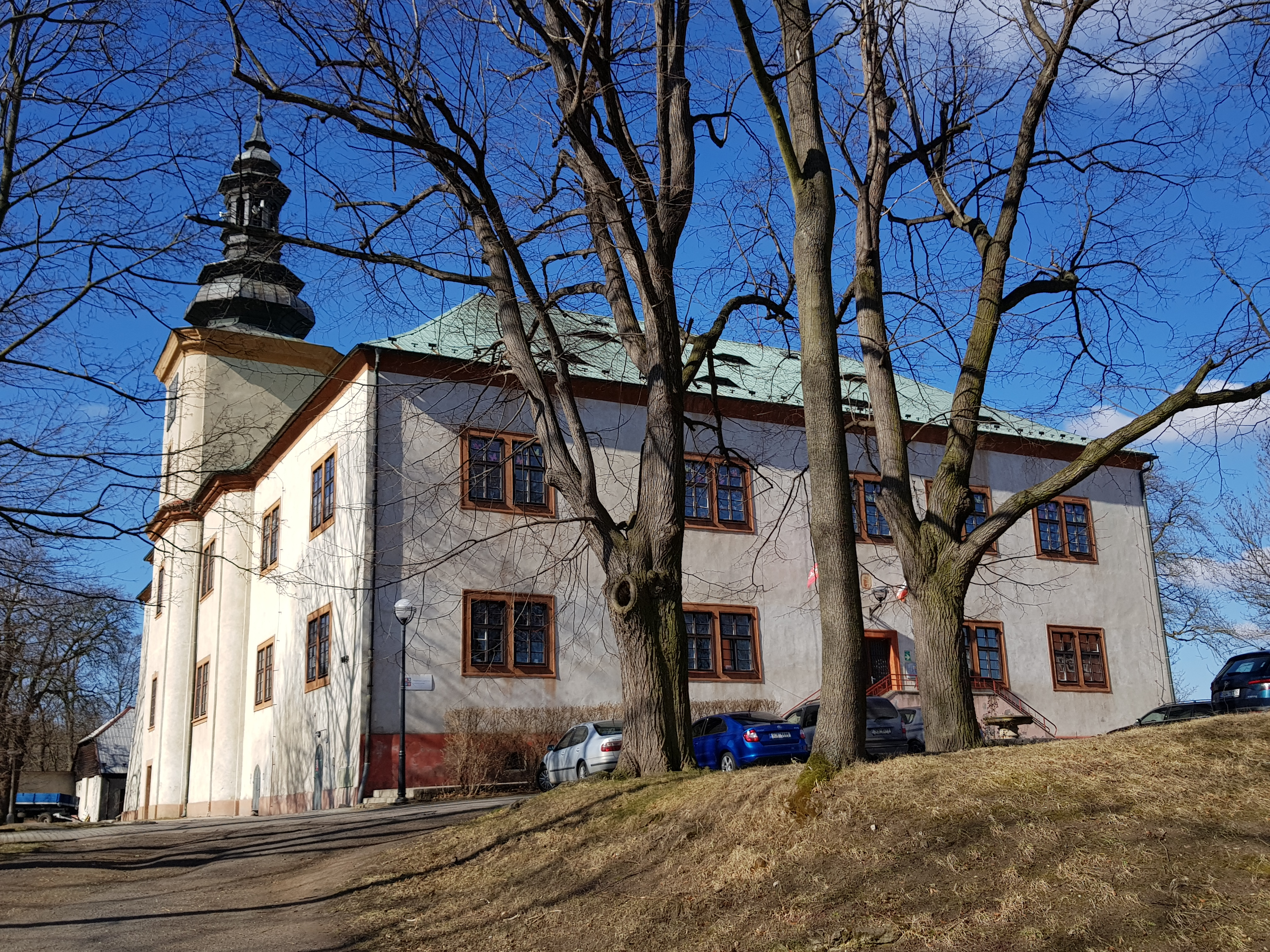
Zámek Mašťov

Zakladatelem kolovrat rodové větve Mašťovských byl Herbort z Kolovrat († 1420 nebo 1427), syn Albrechta z Kolovrat. Herbort v době panování Václava IV. vykonával úřad hejtmana v letech 1402-1403 v Chebském kraji a v roce 1405 v Litoměřickém kraji.
Herbort měl syny Jana (psal se též z Ročova) a Beneše zvaný Svině, jenž držel Ročov a Pnětluky. Kolem roku 1427 Beneš vybudoval hrad Držemberk a buď on, nebo jeho syn založil na Ročovsku hrad Pravdu. V roce 1454 získal statek Mašťov, podle kterého jeho synové odvozovali své jméno a který vlastnili do roku 1531. Dále drželi Ročov, kde Herbort se svým otcem a bratry Albrechtem mladším a Purkartem zakládali významný augustiniánský klášter a Pnětluky. 
Jeho syn Jan (1473-1532), držel také Doupov, ale později všechny statky prodal, kromě Mašťova. V další generaci byli jeho synové Jan, Beneš a Václav. Jan držel Krásný Dvůr a zemřel okolo roku 1580. Svůj majetek odkázal Janovi staršímu z Valdštejna. Někdy v té době zemřel také jeho bratr Beneš, majitel zámku Poláky.  
Václav († před rokem 1555) byl hejtmanem Žateckého kraje a kadaňského zámku a v roce 1554 byl jmenován nejvyšším dvorským (lenním) soudcem v Čechách. Jako podíl z dědictví Václav dostal Mašťov, který následně prodal. Dále držel Strojetice. Jeho syn Bedřich (1555-1616) nehospodařil úspěšně a přišel o Strojetice i o dva menší statky Senec a Černoc.   
Měl tři syny, z nichž ho přežili pouze Bedřich mladší (naposled zmíněn roku 1617) a Václav, kteří drželi menší statky. Václav je také zřejmě posledním členem linie mašťovských Kolovratů, o němž je písemná zmínka. Ta je z roku 1623, kdy byl Václav odsouzen ke ztrátě poloviny majetku, není však známo, o jaký majetek šlo. Od té doby se nikdo z této pošlosti nepřipomíná.